# Prometeo

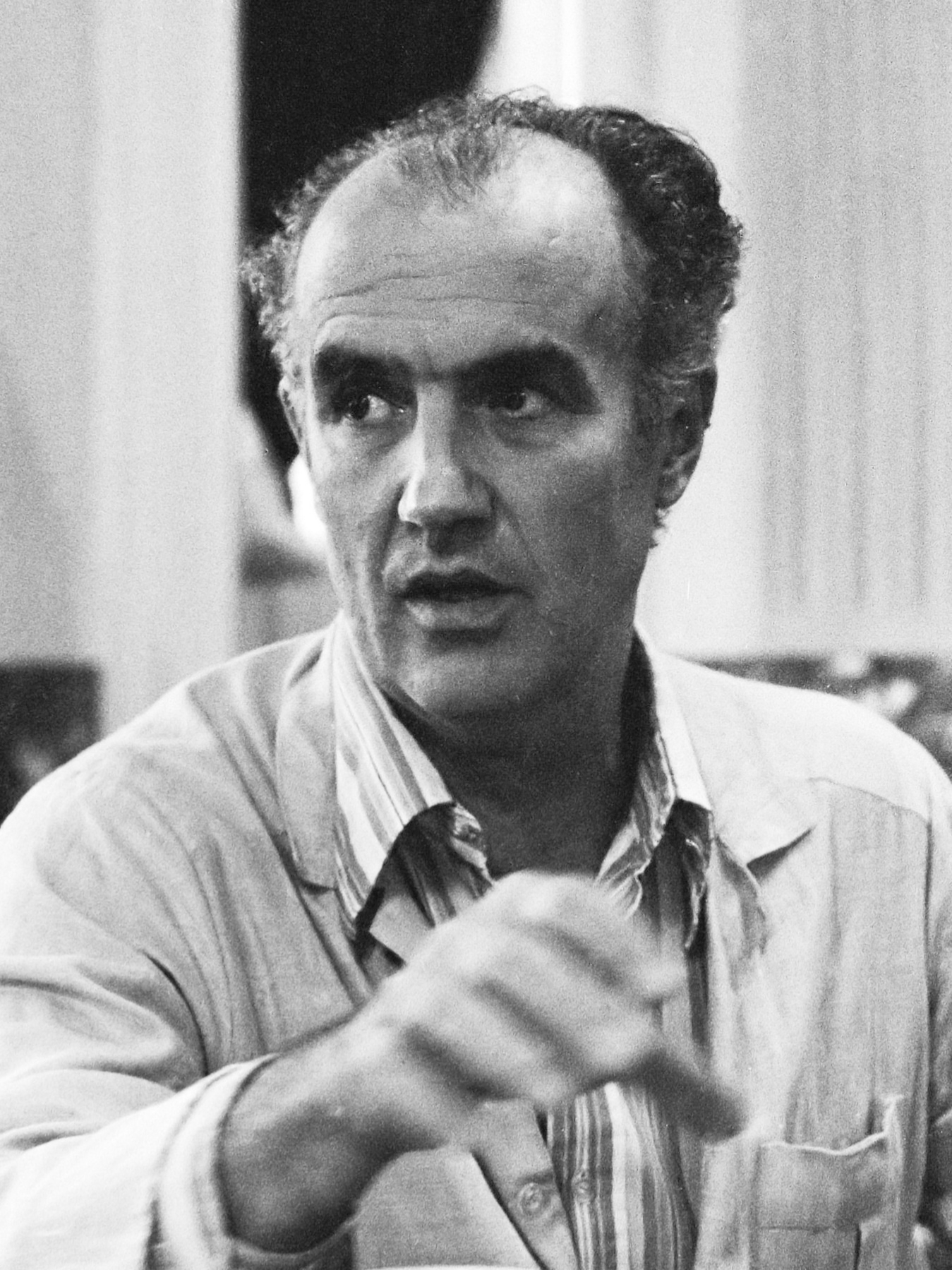
Luigi Nono 1979.

Prometeo (Prometheus) är en opera (Tragedia dell'ascolto, svenska "Lyssnandets tragedi") med musik av Luigi Nono och texta av Massimo Cacciari. Operan uruppfördes 25 september 1984 i San Lorenzo-kyrkan i Venedig under ledning av Claudio Abbado. En andra och slutlig version hade premiär 25 september 1985 på Teatro alla Scala i Milano.

## Om verket
Kritiken menade skämtsamt att det vore för lätt att säga vad Nonos Prometeo inte är för något, men däremot svårt att säga vad verket är för något: det är ingen opera, inte heller någon azione scenica eller ens en antiopera. Texten som vittnar om den mångtusenåriga europeiska kulturen, berättar om Prometheus, som traditionellt heroiseras och förhärligas på grund av sin uppstudsighet gentemot gudarna, ständigt löper risken att överväldigas av konformism, så länge man inte kan förstå traditionens hela sanning, även den obekväma. 
Prometeo är ett verk som inte går att framföra i ett traditionellt operahus. Nono omvandlade Prometheus tragedi till en akustisk labyrint där ljud kunde komma från vilket håll som helst. Han placerade fyra orkestrar, instrumentalisterna, vokalisterna och även en kör runtom publiken. Alla musiker var utrustade med mikrofoner, såväl instrumentalister som vokalister. Musiken framförs live, men de vanligen bortfiltrerade "biljud" som uppstår genom läpprörelser och andning samt även deltonerna i det harmoniska övertonsspektrat, förstärks här och hamnar i hörfältet. De liveproducerade klangerna återvänder i tekniskt upptagen och förändrad form, människan och det material som är henne främmande möts i uppförandets rum och i tid. Det icke samtidiga ljuder samtidigt. Den här musikens ideal är suono mobile, det rörliga ljudet. 
Nono utfärdade ett totalt "bildförbud" för sin Prometeo, ett försök att inom konsten stå emot den allsmäktiga konsumismen, där sanningen görs alltför lättillgänglig. Den gamla operan hade därmed nått fram till en sista sanning. Det var inte en tillfällighet att det skedde i Italien och med hjälp av en venetianare. För det var från Venedig som operan en gång hade erövrat världen.

## Handling
Presentation av Promethesmyten i dess olika traditioner och tolkningar - Hesiodos, Aischylos, Pindaros, Goethe, Nietzsche, Friedrich Hölderlin, Rainer Maria Rilke och Walter Benjamin.
Nono skalar bort all berättelse från Prometheusmyten. Det finns ingen handling i egentlig mening, traditionellt är det inte ens en opera, trots inslaget av röster, instrument och elektronik. Det är ljudet i sig själv, dess ebb och floder, som blir föreställningens syfte. Verket indelas inte i scener utan i "öar" och "stasimon" (körmellanspel i grekiska tragedier), en sjöresa genom en övärld med otaliga möjliga resvägar. Varje ö som Promethes kommer till representerar ett tema.

## Verkets indelning
- Nr. 1. Prologo
- Nr. 2. Isola No. 1
- Nr. 3. Isola No. 2 / No. 3a. Io-Prometeo
- Nr. 3b. Hölderlin
- Nr. 3c. Stasimo No. 1
- Nr. 4  Interludio No. 1
- Nr. 5. Tre Voci a
- Nr. 6. Isola No. 3 - No. 4 - No. 5
- Nr. 7. Tre Voci b
- Nr. 8. Interludio No. 2
- Nr. 9. Stasimo No. 2